# Płaczkowci

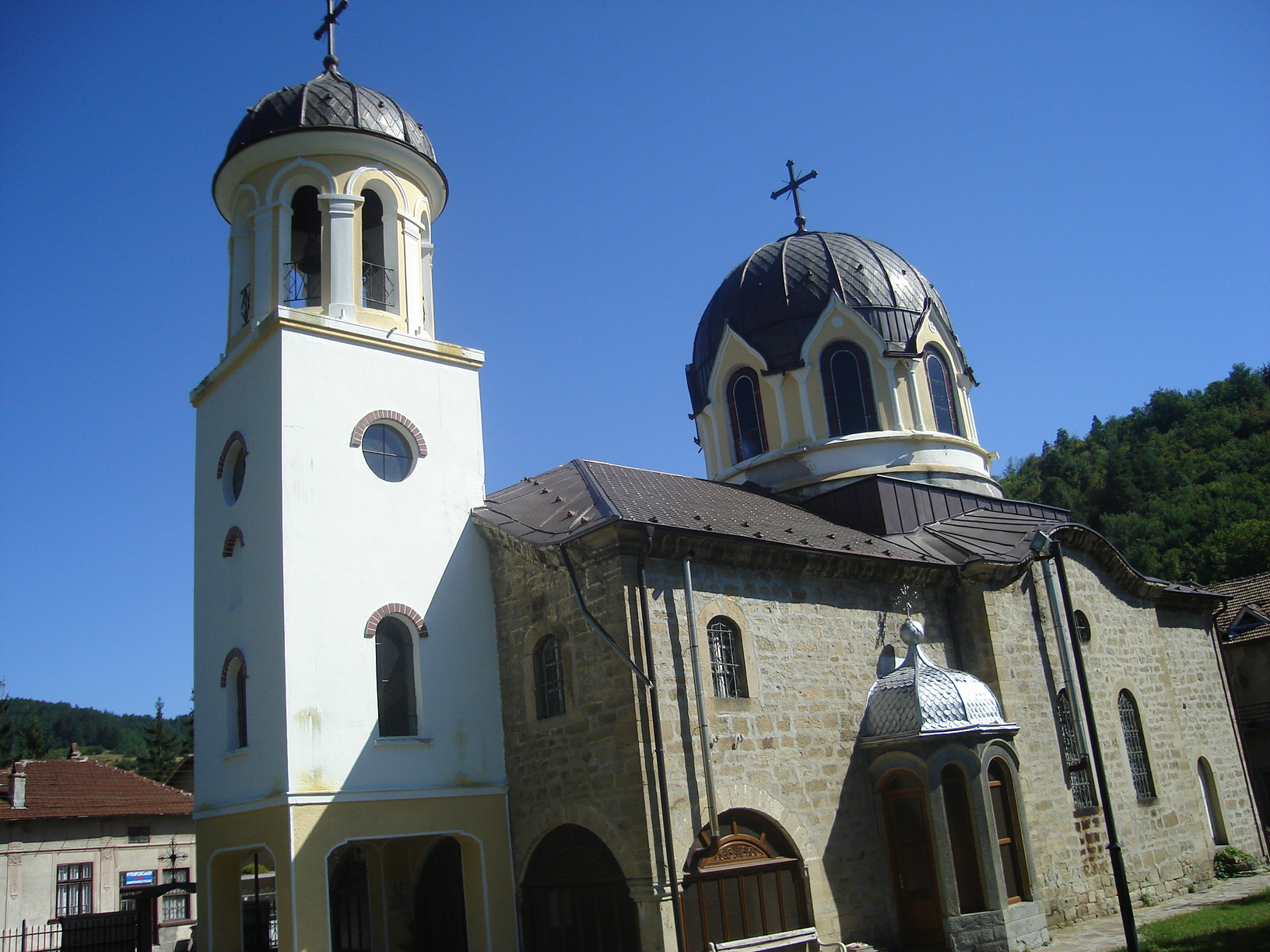
Cerkiew proroka Eliasza

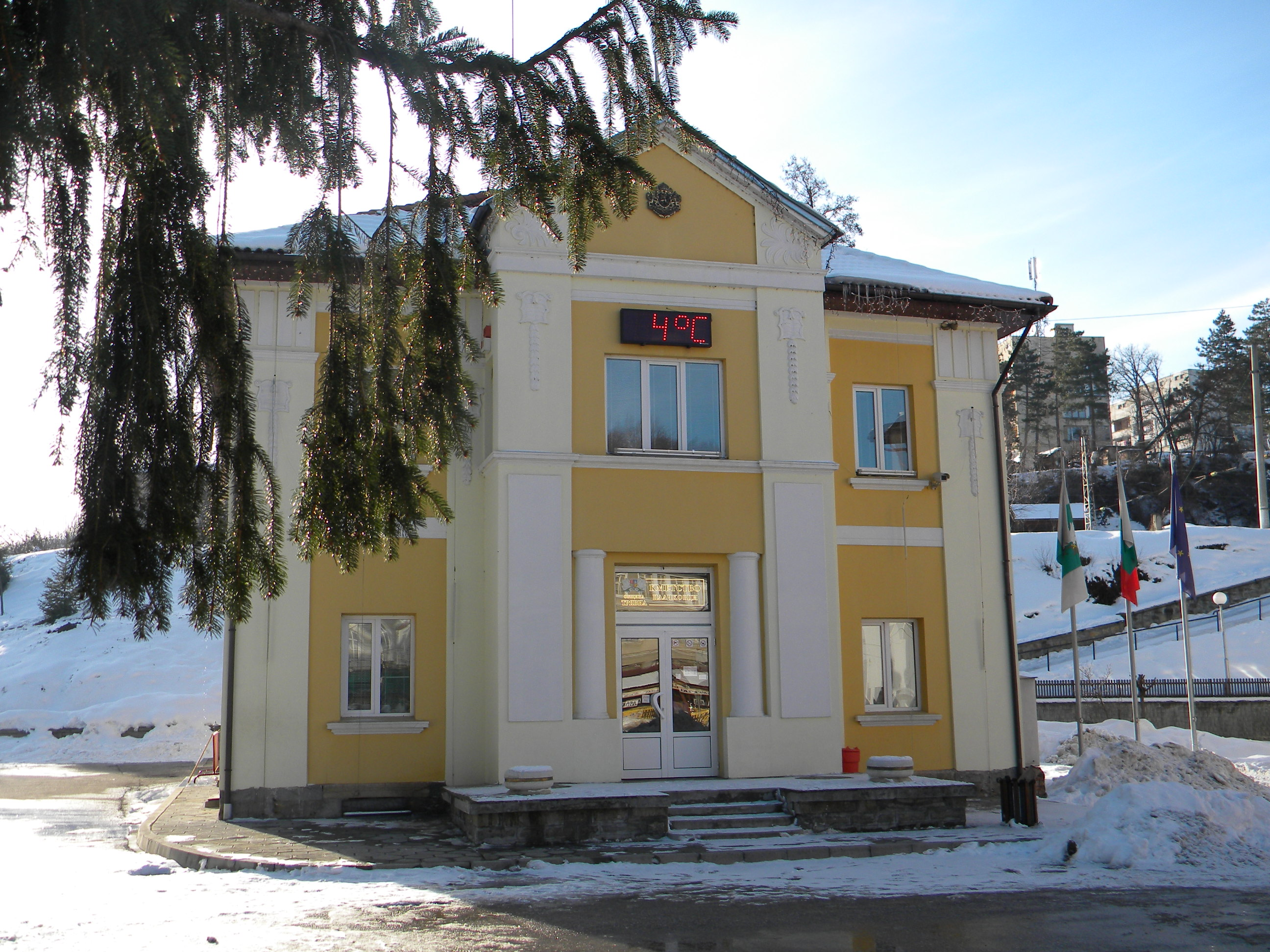
Urząd miasta

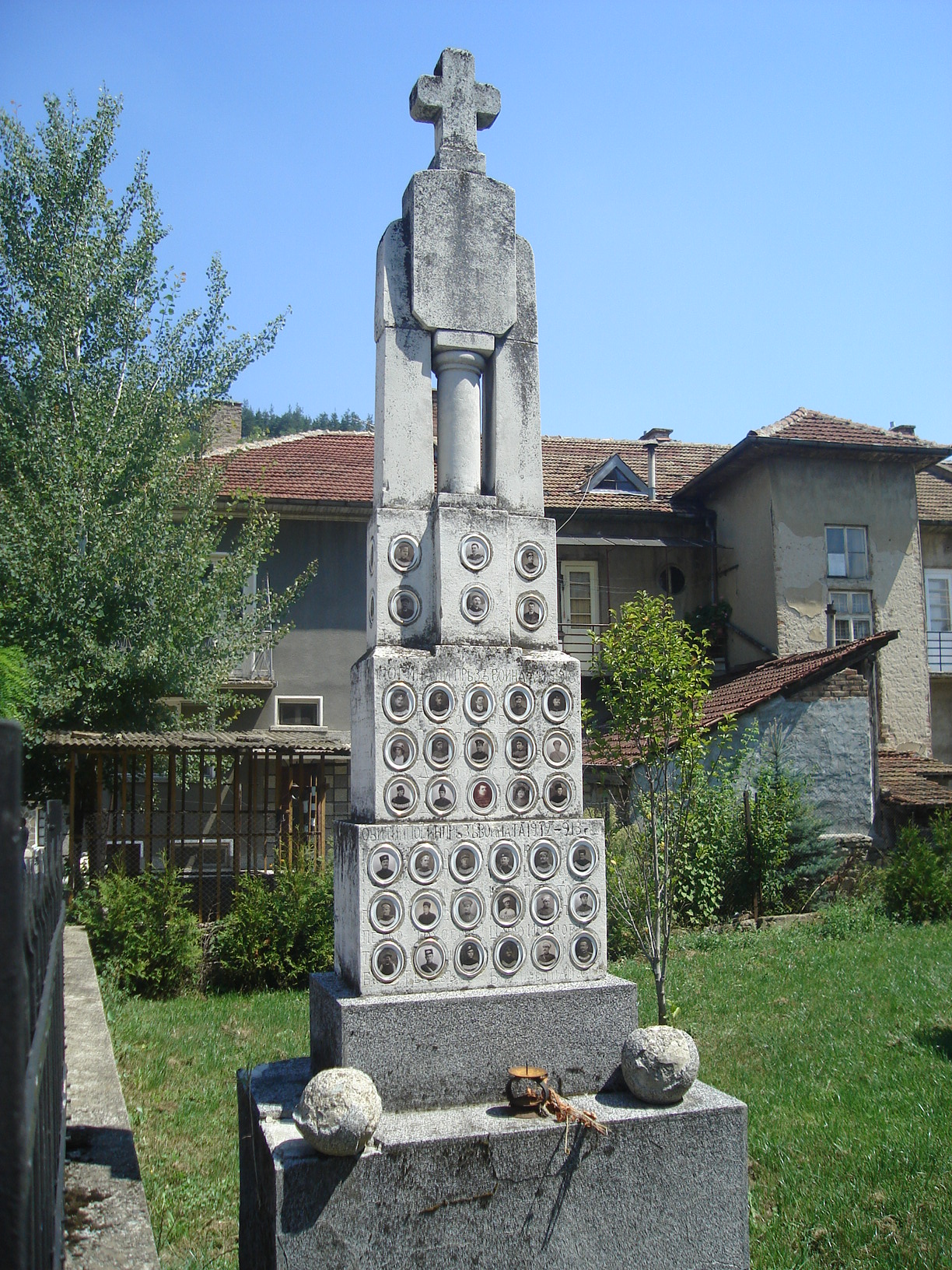
Pomnik rodzinny

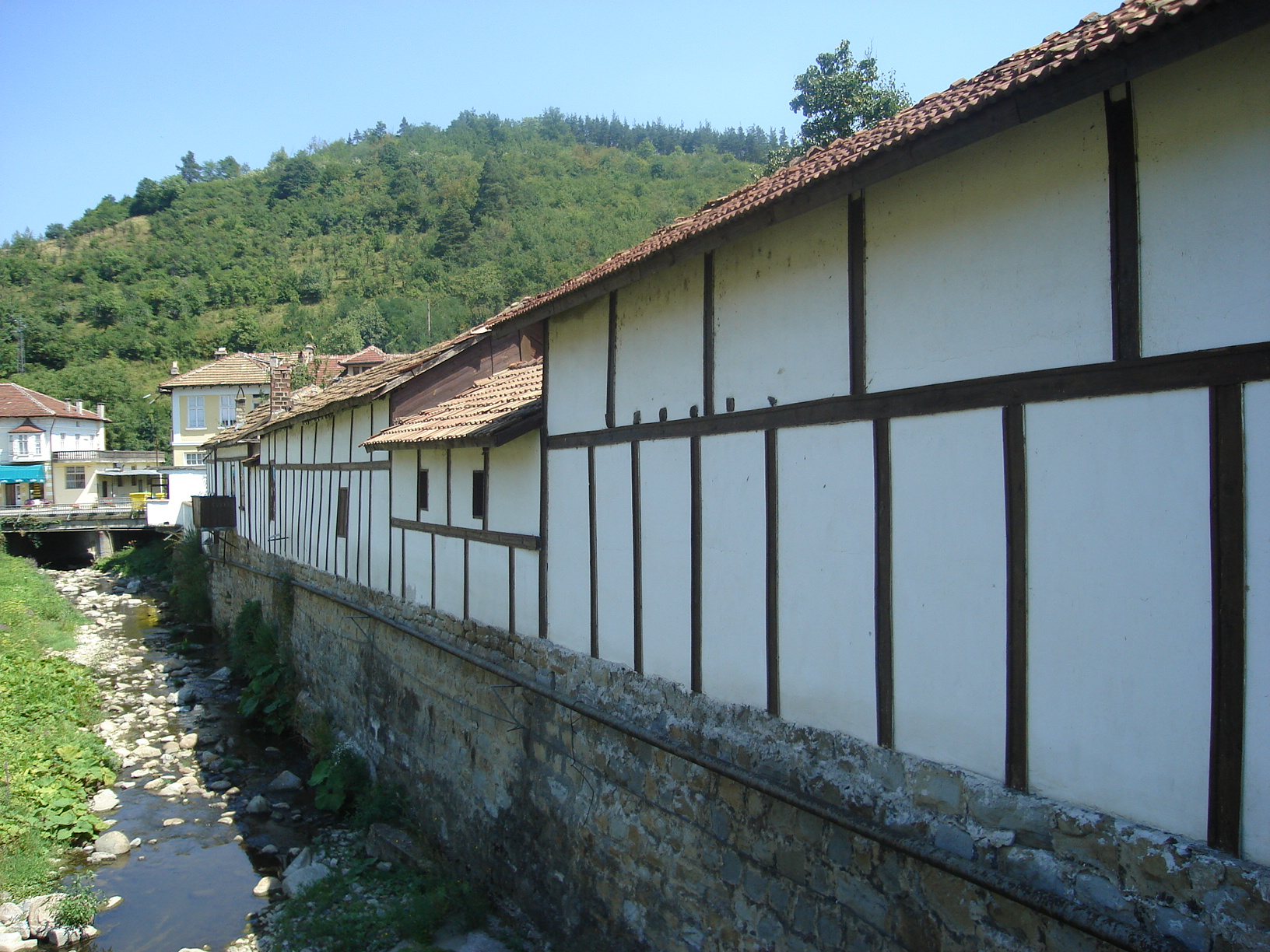
Rzeka Stoewska

Płaczkowci (bułg. Пла̀чковци) – miasto w środkowej Bułgarii, w obwodzie Gabrowo, w gminie Trjawna. Według danych Narodowego Instytutu Statystycznego, 31 grudnia 2011 roku miasto liczyło 1771 mieszkańców.

## Położenie
Miejscowość znajduje się w Trewenskiej płaninie na wysokości 707 m n.p.m. Przy Płaczkowci łączą się trzy rzeki – Nejkowska, Radewska i Stoewska, które dają początek rzece Trewenskiej. Okoliczne szczyty to Bedek, Byłgarka i Mychczenica. Blisko miasta znajduje się park krajobrazowy Byłgarka. Ponadto na terenie miasta znajdują się dwa chronione przyrodnicze miejsca: Mychczenica-Jowoci i Wikanata skała.

## Historia
W 1190 roku w pobliżu Płaczkowci została stoczona bitwa przy przełęczy Treweńskiej, gdzie Iwan Asen I pokonał armię Izaaka II Angelosa. W 1921 roku Iwan Wazow przebywał tu pod koniec swojego życia. W 1961 roku Płaczkowci uzyskało statut wsi, a 1969 roku zostały nadane prawa miejskie. Od 1968 roku powstawały liczne drogi asfaltowe łączące okoliczne wioski.

## Zabytki
- cerkiew pw. proroka Ilii, wybudowana w latach 1839–1918 przez mistrza Dragoszina Dragoszinowa
- cerkiew pw. św. Dimitra
- Jowczowy dom
- rzymskie drogi
- pomnik zaginionych rodzin z Płaczkowci[8] i pomnik zaginionych rodzin z Nejkowci[9]

## Osoby związane z Płaczkowcim
- Bogomił Bełczew – architekt, polityk
- Nikoła Bonew – pułkownik
- Stefan Danaiłow – inżynier
- Donu Konew – kościelny, urodzony w Pungowci
- Cano Nejkow – przedstawiciel trewenskiej szkoły
- Nikołaj Nejkow – architekt, poeta, urodzony w Kysowci
- Todor Nejkow – badacz
- Jowczo Newkow – zasłużony obywatel
- Stefan Prodew – eseista, pisarz, publicysta, redaktor pochowany w Enczowci

## Publiczne instytucje
- dom kultury „Probuda”